# Азола (рослини)
Азо́ла (Azolla) — рід папоротей родини сальвінієвих (Salviniaceae). Водні рослини, що поширені на всіх материках. Всі види морфологічно схожі між собою. Їх можна відрізнити, лише розглянувши під мікроскопом генеративні органи.

## Симбіоз
Азола щільно покриває водойму так, що в ній менше розмножується комарів та комах шкідників. Тому азолу вирощують разом з рисом.
Разом з азолою живе ціанобактерія  Anabaena azollae. Завдяки симбіозу папороть здатна подвоювати біомасу раз на два-три дні. Дослідники вважають, що 49 мільйонів років тому азола зробила значний внесок у переробці надлишкового вуглекислого газу з атмосфери. Завдяки азолі змінився клімат. Цей ефект називають «азолова подія».

## Використання
В Україні папороті азола папоротеподібна (Azolla filiculoides) та азола каролінська (Azolla caroliniana) з 1970–1975 оселилися в дельті Дунаю, де заселили великі площі. Місцеві жителі використовують азолу для годівлі тварин, особливо домашньої птиці. У місцях поширення азолу використовують як біодобриво та для годування свійської худоби. Ще азолу можна використовувати як білковий корм для підгодівлі риб.
Також азолу пропонують використовувати для очищення стічних вод завдяки здатності вилучати та акумулювати хром, нікель, мідь, цинк і свинець. 

## Види
- Азола каролінська (Azolla caroliniana) Willd.
- Azolla circinata Oltz & Hall
- Азола папоротеподібна (Azolla filiculoides) Lam.
- Azolla japonica Franch. & Sav.
- Azolla mexicana C.Presl
- Azolla microphylla Kaulf.
- Azolla nilotica Decne. ex Mett.
- Azolla pinnata R.Br.
- Azolla rubra R.Br.

Викопні види
- Azolla intertrappea Sahni & H.S. Rao, 1934 (еоцен, Індія)[4]
- Azolla berryi Brown, 1934 (еоцен, Вайомінг)[4]
- Azolla prisca Chandler & Reid, 1926 (олігоцен, Англія)[4]
- Azolla tertiaria Berry, 1927 (пліоцен, Невада)[4]
- Azolla primaeva (Penhallow) Arnold, 1955 (еоцен, Канада)[4]
- Azolla boliviensis Vajda & McLoughlin, 2005 (крейдовий період — палеоцен, Болівія)[5]

## Див ще
- Азоловий інцидент